# 截葉擬平蘚
截葉擬平蘚（学名：Neckeropsis lepineana）为平蘚科擬平蘚屬下的一个种。